# 白岩町 (北九州市)
白岩町（しらいわまち）は福岡県北九州市八幡西区の町。住居表示実施済み。郵便番号は807-1113。

## 地理
八幡西区の南部西側に位置し、北から東に千代、南東から南に上香月、南西に香月中央、西に吉祥寺町と接する。

### 湖沼
- 白岩池

## 地域の特徴
町域の東縁に沿って国道200号と北九州高速4号線が並行して走る。北部から東部にかけて白岩池公園があり、その他は住宅地。南部に北九州市営住宅上殿団地がある。

## 歴史
中央部の住宅地は1977年（昭和52年）に始まった組合施行による土地区画整理事業で形成された。

### 町名の由来
大字香月の字、白岩に由来する。

### 沿革
- 1981年（昭和56年）2月2日 - 白岩町新設[5][注 1]。
- 1987年（昭和62年）6月1日 - 住居表示実施[6][7]。

### 町名の変遷
| 実施内容 | 実施年月日               | 実施後 | 実施前                       |
| -------- | ------------------------ | ------ | ---------------------------- |
| 町名新設 | 1981年（昭和56年）2月2日 | 白岩町 | 大字香月の一部               |
| 住居表示 | 1987年（昭和62年）6月1日 | 白岩町 | 白岩町の全部、大字香月の一部 |

## 世帯数と人口
2025年（令和7年）3月31日現在（北九州市発表）の世帯数と人口は以下の通りである。
| 町     | 世帯数  | 人口  |
| ------ | ------- | ----- |
| 白岩町 | 469世帯 | 871人 |

### 人口の変遷
国勢調査による人口の推移。
| 1995年（平成7年）  | 1,033人 | [ 8 ]  |  |
| 2000年（平成12年） | 1,196人 | [ 9 ]  |  |
| 2005年（平成17年） | 1,157人 | [ 10 ] |  |
| 2010年（平成22年） | 1,094人 | [ 11 ] |  |
| 2015年（平成27年） | 1,101人 | [ 12 ] |  |
| 2020年（令和2年）  | 971人   | [ 13 ] |  |

### 世帯数の変遷
国勢調査による世帯数の推移。
| 1995年（平成7年）  | 376世帯 | [ 8 ]  |  |
| 2000年（平成12年） | 442世帯 | [ 9 ]  |  |
| 2005年（平成17年） | 454世帯 | [ 10 ] |  |
| 2010年（平成22年） | 456世帯 | [ 11 ] |  |
| 2015年（平成27年） | 476世帯 | [ 12 ] |  |
| 2020年（令和2年）  | 456世帯 | [ 13 ] |  |

## 学区
市立小・中学校に通う場合、学区は以下の通りとなる。
| 町     | 街区・戸番 | 小学校               | 中学校               |
| ------ | ---------- | -------------------- | -------------------- |
| 白岩町 | 1 - 16番   | 北九州市立千代小学校 | 北九州市立千代中学校 |
| 白岩町 | 17番       | 北九州市立香月小学校 | 北九州市立香月中学校 |

## 交通

### 道路
- 国道200号

## 施設

### 公営住宅
- 北九州市営住宅上殿団地

### 寺社
- 白岩神社

### 公園
- 大辻第一公園
- 吉祥寺3号公園
- 白岩池公園